# Arthezé
Arthezé település Franciaországban, Sarthe megyében. Lakosainak száma 351 fő (2022. január 1.). Arthezé Malicorne-sur-Sarthe, Villaines-sous-Malicorne, Le Bailleul, Bousse és Parcé-sur-Sarthe községekkel határos.

## Népesség
A település népességének változása:
| Lakosok száma | 396  | 406  | 416  | 392  | 377  | 362  | 358  | 355  | 351  |
|               | 2013 | 2015 | 2016 | 2017 | 2018 | 2019 | 2020 | 2021 | 2022 |